# Cône de lumière

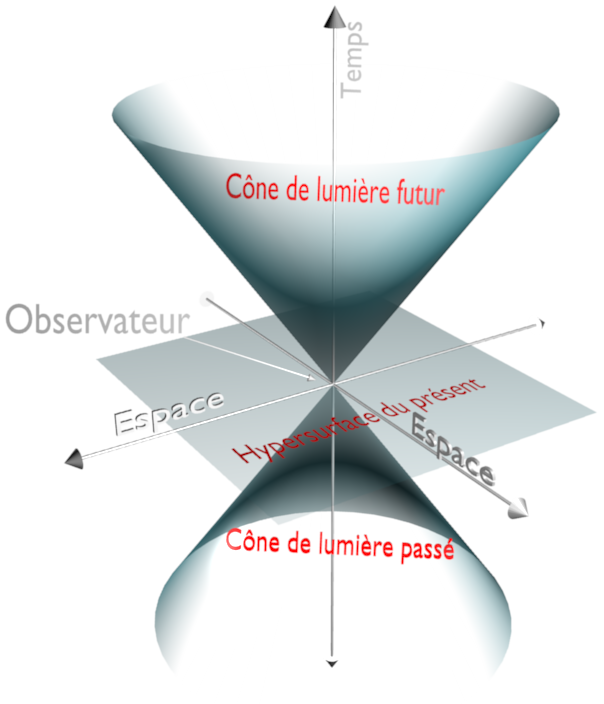
Le cône de lumière centré sur un événement.

En physique, le cône de lumière est une notion fondamentale de la théorie de la relativité, permettant à partir d'un événement {\displaystyle e_{0}} la distinction entre les événements passés, les événements futurs et les événements inaccessibles (dans le passé comme dans le futur).
Le cône de lumière est ainsi désigné à la suite de Hermann Minkowski (1864-1909). Mathématiquement, un cône de lumière est un hypercône (en),.
Dans le cadre de la relativité restreinte, les événements de l'espace-temps autres que {\displaystyle e_{0}} se divisent en trois catégories : le passé absolu et le futur absolu de {\displaystyle e_{0}} d'une part — ces événements se produisant à l'intérieur du cône —, et l'ailleurs d'autre part — qui est constitué des autres événements. Les événements intérieurs au cône peuvent être liés causalement avec {\displaystyle e_{0}} ; par contre les événements situés dans l'ailleurs de {\displaystyle e_{0}} sont dits causalement déconnectés de {\displaystyle e_{0}} et ne peuvent l'influencer ou être influencés par lui.
Dans le cadre de la relativité générale, à chaque événement est attaché un cône de lumière infinitésimal, qui concerne les événements infiniment proches (au sens de la métrique lorentzienne). Alors qu'en relativité restreinte les cônes de lumière de tous les événements (dans un référentiel donné) sont parallèles entre eux, ce n'est plus le cas en relativité générale, en raison de la courbure de l'espace-temps.

## Intervalle d'espace-temps
Un référentiel inertiel étant choisi, considérons deux événements séparés dans l'espace par la distance {\displaystyle \Delta l={\sqrt {\Delta x^{2}+\Delta y^{2}+\Delta z^{2}}}\,} et dans le temps par l'intervalle de temps {\displaystyle \Delta t\,}. En relativité (restreinte ou générale), ces deux quantités ne sont pas invariantes par changement de référentiel.
En revanche, en relativité restreinte, la quantité (notée formellement avec un carré) {\displaystyle \Delta s^{2}\,=\,c^{2}\Delta t^{2}-\Delta l^{2}\,} est invariante par changement de référentiel, il en est de même pour son signe.
En particulier, en fixant un événement noté {\displaystyle e_{0}}, on classe chaque événement de l'espace-temps en fonction du signe de l'intervalle d'espace-temps qui le sépare de {\displaystyle e_{0}}. Le signe de l'intervalle d'espace temps étant invariant par changement de référentiel, cette classification est indépendante de l'observateur et de son référentiel.

## Bord du cône
Les événements séparés par un intervalle {\displaystyle \Delta s^{2}\,} tel que {\displaystyle \Delta s^{2}\,=\,0\,} sont ceux qui sont à une distance spatiale {\displaystyle \Delta l\,} et une distance temporelle {\displaystyle \Delta t\,} de {\displaystyle e_{0}} telles que {\displaystyle \Delta l/\Delta t\,=\,c\,}. C'est-à-dire que ces événements ne peuvent être joints depuis {\displaystyle e_{0}} que par un message ou influence allant à la vitesse de la lumière.  De plus, l'égalité {\displaystyle \ l/t=c} est l'équation du bord à trois dimensions d'un cône de révolution dans un espace à quatre dimensions.
D'où le nom de cône de lumière.

## Intérieur du cône
Les événements séparés par un intervalle {\displaystyle \Delta s^{2}\,} tel que {\displaystyle \Delta s^{2}>0\,} sont ceux qui sont à une distance spatiale {\displaystyle \Delta l\,} et une distance temporelle {\displaystyle \Delta t\,} de {\displaystyle e_{0}} telles que {\displaystyle \Delta l/\Delta t<c\,}. C'est-à-dire que ces événements peuvent être joints depuis {\displaystyle e_{0}} par un message ou influence allant à la vitesse strictement inférieure à celle de la lumière : c'est a priori réaliste. Ainsi, il peut y avoir une relation de causalité entre {\displaystyle e_{0}} et l'un quelconque de ces événements. De plus, l'égalité {\displaystyle l/t<c} est l'inéquation de l'intérieur à quatre dimensions d'un cône dans un espace à quatre dimensions.
La partie supérieure de l'intérieur du cône contient tous les événements futurs que l'on peut joindre à partir de {\displaystyle e_{0}}.
La partie inférieure de l'intérieur du cône contient tous les événements passés à partir desquels on pouvait joindre {\displaystyle e_{0}}.
Ainsi, si {\displaystyle e_{0}} correspond à un événement cosmologique, tel qu'une supernova, tous les événements {\displaystyle e_{T}} sur Terre précédant la vision de cette supernova sont situés à l'extérieur du cône. Ceux où cette supernova est visible sont situés au bord du cône, et à partir de là cette supernova est susceptible d'influer des événements sur Terre (tels que faire orienter des télescopes dans sa direction voire modifier des théories cosmologiques...), lesquels sont situés à l’intérieur supérieur du cône.

## Extérieur du cône
Les événements séparés par un intervalle {\displaystyle \Delta s^{2}\,} tel que {\displaystyle \Delta s^{2}\,<\,0\,} sont ceux qui sont à une distance spatiale {\displaystyle \Delta l\,} et une distance temporelle {\displaystyle \Delta t\,} de {\displaystyle e_{0}} telles que {\displaystyle \Delta l/\Delta t\,>\,c\,}. C'est-à-dire que ces événements ne peuvent être joints depuis {\displaystyle e_{0}}, car la vitesse de tout message ou influence est strictement inférieure à celle de la lumière en relativité restreinte : la jonction n'est pas réaliste.
Les événements qui sont dans cet extérieur du cône sont dits ailleurs par rapport à {\displaystyle e_{0}} et ne peuvent être en relation causale directe avec lui.
De plus, l'égalité {\displaystyle \,l/t>c} est l'inéquation de l'extérieur à quatre dimensions d'un cône dans un espace à quatre dimensions.